# Преображенский район (Сибирский край)
Преображенский район — район, существовавший в Сибирском крае РСФСР в 1926—1929 годах. Центр — село Преображенское.
Преображенский район был образован 29 июня 1926 года в составе Киренского округа Сибирского края на территории бывшей Преображенской волости Киренского уезда Иркутской губернии.
Район по данным 1926 года включал 10 сельсоветов (Аянский, Верхне-Калининский, Ербогаченский, Еремский, Мартыновский, Могский, Непский, Оськинский, Преображенский и Соснинский) и 64 селения.
В 1929 году Преображенский район был упразднён, а его территория передана в новый Киренский район